# Brachygobius doriae
Brachygobius doriae  es una especie de peces de la familia de los Gobiidae en el orden de los Perciformes.

## Morfología
Los machos pueden llegar a alcanzar los 4,2 cm de longitud total.

## Hábitat
Es un pez de Agua dulce, de clima tropical (22 °C-29 °C) y demersal.

## Distribución geográfica
Se encuentran en Asia: Indonesia, Malasia, Brunéi y Singapur.

## Observaciones
Es inofensivo para los humanos.